# 가곡항
가곡항은 경상북도 경주시 감포읍 대본1리에 있는 어항이다. 1972년 2월 7일 지방어항으로 지정하여 관리하고 있다. 시설관리자는 경주시장이다.

## 어항 연혁
- 본래 장기군 내남면의 지역으로 1914년 행정구역 폐합에 의하여 대본, 가곡을 병합하여 대본리로 하였다.

## 어항 구역
본 항의 어항구역은 다음과 같다.
- 수역: 남방파제 기부에서 정동쪽으로 50m 이동된 지점을 중심으로 반경 200m 선을 따라 형성된 공유수면(62,000m2)

## 어항 시설
- 북방파제 286m, 남방파제 110m, 선양장 55m, 물양장 100m

## 주요 어종
- 고등어, 우럭, 조피볼락, 감성돔, 돌돔, 오징어, 돌미역, 참가자미